# Leonidas Kokas
Leonidas Kokas (grekiska: Λεωνίδας Κόκας), född 3 juni 1973 i Korça i Albanien, är en grekisk före detta tyngdlyftare. Han vann en silvermedalj vid olympiska sommarspelen 1996 och två bronsmedaljer vid VM 1998 och 1999.